# Domonkos Németh
Domonkos Németh (Budapest) es un deportista húngaro que compite en vela en la clase Finn.
Ganó tres medallas en el Campeonato Mundial de Finn entre los años 2022 y 2024, y una medalla de oro en el Campeonato Europeo de Finn de 2023.

## Palmarés internacional
| \| Campeonato Mundial \| Campeonato Mundial \| Campeonato Mundial \| Campeonato Mundial \| \| Año \| Lugar \| Medalla \| Clase \| \| ------------------ \| ---------------------- \| ------------------ \| ------------------ \| \| 2022 \| Malcesine (Italia) \| Medalla de bronce \| Finn \| \| 2023 \| Miami (Estados Unidos) \| Medalla de plata \| Finn \| \| 2024 \| Aarhus (Dinamarca) \| Medalla de plata \| Finn \| \| Campeonato Europeo \| \| \| \| \| Año \| Lugar \| Medalla \| Clase \| \| 2023 \| Csopak (Hungría) \| Medalla de oro \| Finn \| |                        |                   |       |
| Campeonato Mundial |                        |                   |       |
| Año | Lugar                  | Medalla           | Clase |
| 2022 | Malcesine (Italia)     | Medalla de bronce | Finn  |
| 2023 | Miami (Estados Unidos) | Medalla de plata  | Finn  |
| 2024 | Aarhus (Dinamarca)     | Medalla de plata  | Finn  |
| Campeonato Europeo |                        |                   |       |
| Año | Lugar                  | Medalla           | Clase |
| 2023 | Csopak (Hungría)       | Medalla de oro    | Finn  |